# Río Senguer (departamento)
Río Senguer é um departamento da Argentina, localizado na província do Chubut.